# Forces armées nigérianes
Les forces armées nigérianes sont les forces armées du Nigeria, fondées en 1960 après l'indépendance du pays vis-à-vis du Royaume-Uni.

## Présentation
Comprenant officiellement un total de 162 000 personnels actifs début 2015, elles ont notamment participé à diverses missions de maintien de la paix de l'ONU au Liban (FINUL), en Irak-Iran (GOMNUII), en Yougoslavie (1998), au Timor oriental (1999), au Liberia, au Sierra Leone et au Congo (MONUC). Plus récemment, le Nigeria a envoyé des troupes au Soudan en octobre 2004 dans le cadre de l'Union africaine, 1 200 hommes au Mali dans le cadre de l'insurrection touareg et islamiste qui frappe le pays (MISMA) et intervient en Gambie en janvier 2017.
Le Nigeria entretient par ailleurs une étroite coopération militaire avec le Pakistan, plusieurs de ses officiers étant en effet entraînés à l'académie militaire du Pakistan, et à l'université de la défense nationale à Islamabad. Plusieurs conseillers militaires américains du Military Professional Resources Inc. (en) ont formé également les troupes nigérianes depuis 1999-2000. Des conseillers militaires chinois pour l'utilisation de drones de combat sont présents depuis 2015.
Leur rôle est défini par la section 217 de la Constitution.
Depuis 2004, les dépenses militaires n'ont cessé d'augmenter, atteignant en 2015 11 % du budget fédéral.

## Équipement

### Armée
- 100 chars T-55 en service[5] ;
- 150 Vickers Mk 3 en service ;
- 77 T-72 en service ;
- 140 FV-101 Scorpion en service ;

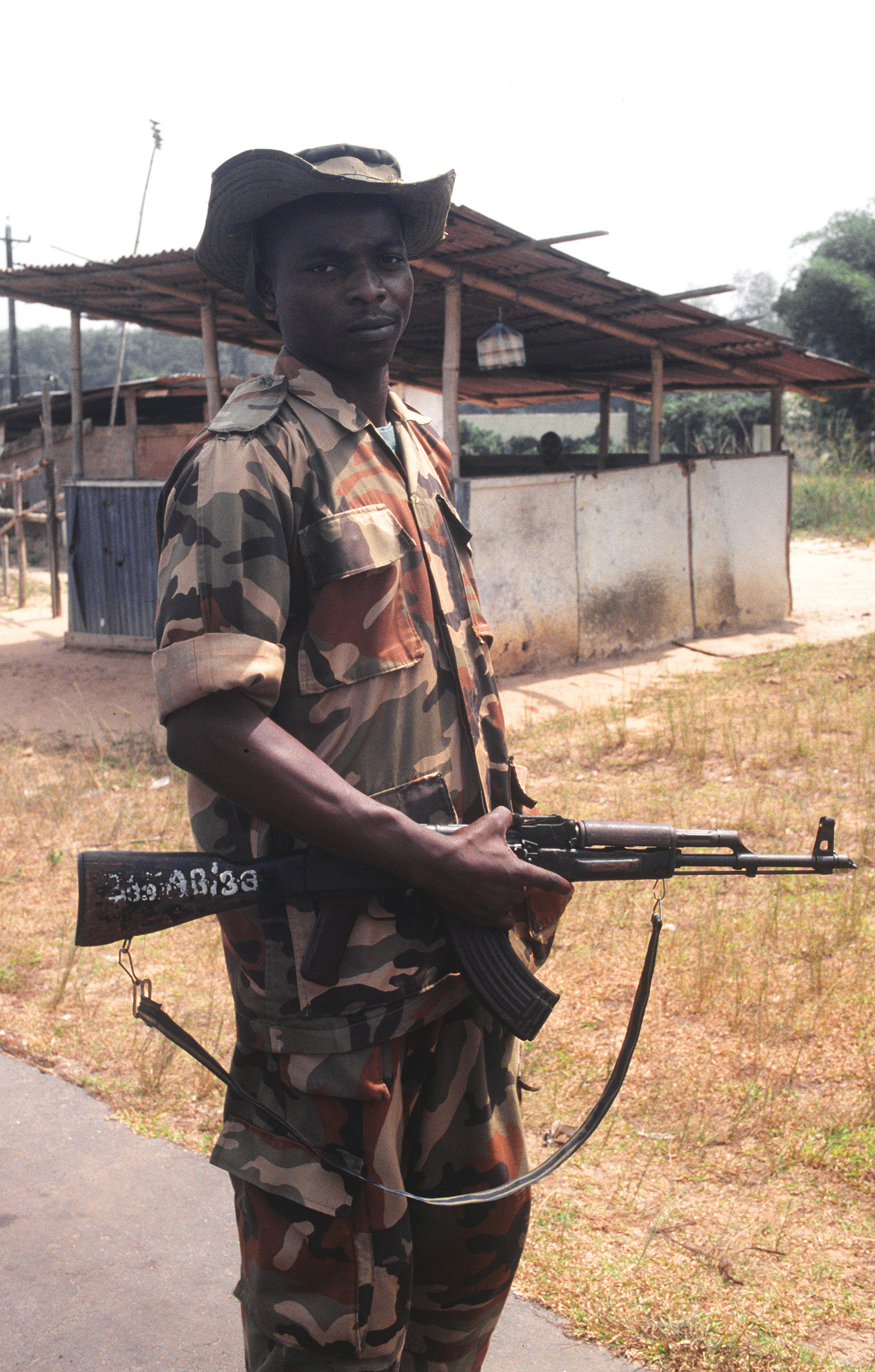
Soldat nigérian de l'ECOMOG à Monrovia au Liberia en 1997. Son arme est une Kalachnikov (sans doute une variante de l'AKM) qui est le fusil d'assaut le plus répandu dans l'armée de terre nigériane.

- 180 Panhard AML 60 et 90 en service ;
- 75 EE-9 Cascavel en service ;
- 47 BTR-3 en service ;
- 27 obusiers Palmaria de 155 mm en service.
- 110 Mowag Piranha I 6x6 en service. 20 Saladin en service

### Force aérienne

Cocarde de la force aérienne nigériane.

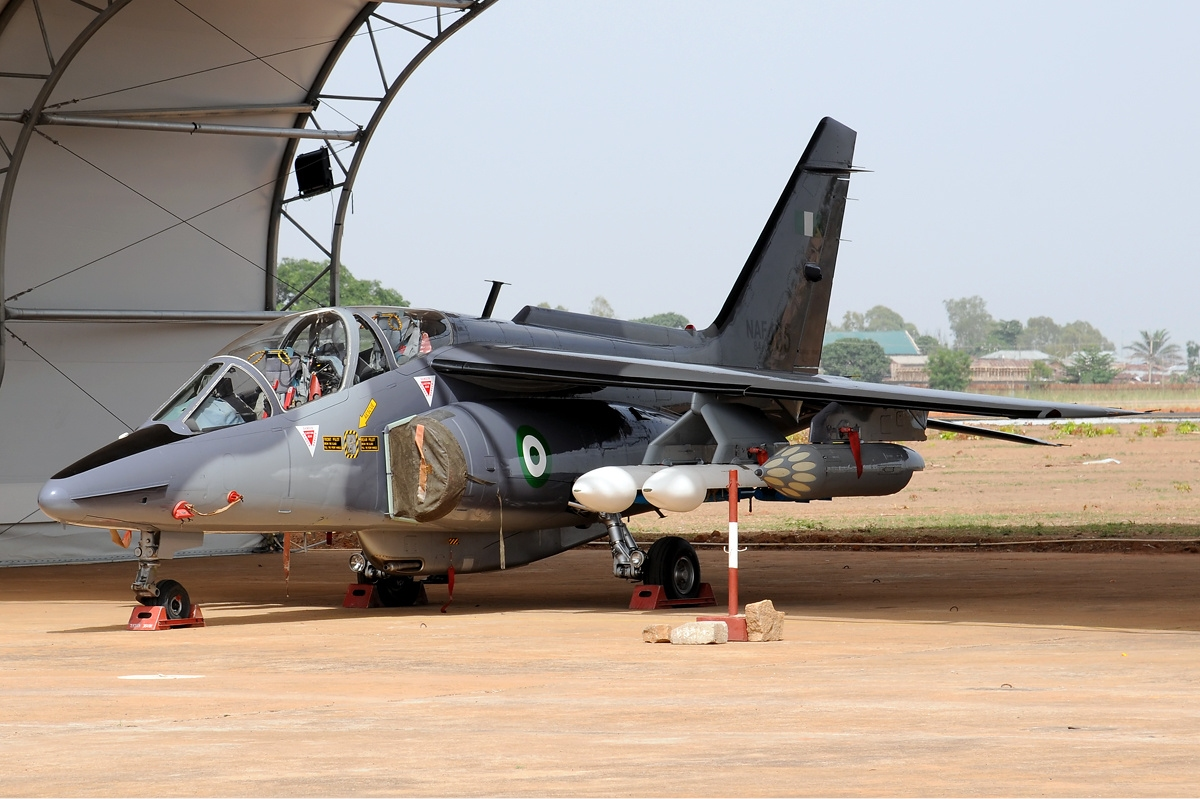
Alpha Jet de la force aérienne nigériane sur l'aéroport international de Kaduna.

Établie en janvier 1964 avec l'assistance technique de l'Allemagne de l'Ouest, la force aérienne nigériane a un effectif total de 10 000 hommes et dispose d'une capacité de combat effective en 1966 lors de la vente par l'URSS d'avions de chasse Mikoyan-Gourevitch MiG-17.
Elle comprend en 2012 entre autres 12 Chengdu J-7, 17 Aero L-39 Albatros, 36 Dornier Do 28, 20 Dornier Do 27, 24 Bölkow Bo 105, 9 hélicoptères Mil Mi-35, 12 Mil Mi-34 et 24 Alpha Jet. Elle a toutefois perdu un Alpha Jet en 2013 lors de l'opération MISMA au Mali. En 2015, elle a acquis 5 Gazelle.

### Marine de guerre
La marine nigériane, forte de 1 800 marins en incluant les garde-côtes, opère 2 frégates (dont 1 non opérationnelle), 4 corvettes, une vingtaine de patrouilleurs et 2 dragueur de mines ainsi qu'une petite aviation navale constituée de 8 Agusta A.109, 6 Lynx et de quelques drones de reconnaissance israéliens Aeronautics Aerostar (en).
Itunu Hotonu est l'une des premières femmes officières et parmi les premières architectes de la marine nigériane.

## Budget
Le tableau suivant répertorie le budget annuel alloué aux forces armées nigérianes en dollars USD.
| Année | Budget ($)     | % du PNB |
| ----- | -------------- | -------- |
| 1989  | 253 millions   |          |
| 1990  | 277 millions   |          |
| 2009  | 1,49 milliard  |          |
| 2011  | 2,23 milliards |          |
| 2012  | 2,04 milliards |          |
| 2013  | 2,14 milliards |          |
| 2014  | 2,25 milliards |          |
| 2015  | 1,88 milliard  |          |
| 2016  | 1,73 milliard  | 0,4 %    |
| 2017  | 1,53 milliard  |          |
| 2018  | 1,75 milliard  |          |
| 2019  | 1,83 milliard  |          |
| 2020  | 2,57 milliards |          |
| 2021  | 2,54 milliards |          |
| 2022  | 2,78 milliards |          |